# Sự phẫn nộ của các vị thần
Wrath of the Titans là bộ phim thần thoại Hy Lạp,phần tiếp theo của bộ phim Clash of the Titans. Bộ phim được đạo diễn bởi Jonathan Liebesman, dựa theo kịch bản của Dan Mazeau và David Leslie Johnson với sự tham gia của các ngôi sao Sam Worthington, Rosamund Pike, Bill Nighy, Édgar Ramírez, Toby Kebbell, Danny Huston, Ralph Fiennes, và Liam Neeson.
Wrath of the Titans được phát hành dưới dạng 2D và 3D vào ngày 10 tháng 3 năm 2012 tại Hoa Kỳ,và đạt doanh thu 305 triệu USD trên toàn thế giới.

## Nội dung
Perseus (Sam Worthington), con trai của thần Zeus (Liam Neeson), sống như một ngư dân cùng với con trai, Helius (John Bell) sau cái chết của vợ. Zeus đã đến thăm Perseus và yêu cầu sự trợ giúp của anh vì con người không cầu nguyện thần linh dẫn đến việc các vị thần đang dần mất đi sức mạnh và sự bất tử của mình. Perseus nhận ra bức tường Tartarus đang dần sụp đổ và Zeus thông báo rằng Titan Kronos đang bị giam giữ sẽ sóm được tự do. Vì bảo vệ gia đình, Perseus đã từ chối tham gia.
Zeus đã đến gặp con trai Ares (Édgar Ramírez) và hai người anh em của mình là Hades (Ralph Fiennes) và Poseidon (Danny Huston) tại Tartarus. Ông yêu cầu Hades giúp đỡ để xây dựng lại bức tường Tartarus nhưng Hades từ chối và tấn công Zeus. Ares phản bội Zeus, giam cầm và ăn cấp cây đinh ba sấm sét của Zeus. Hades và Ares đã lên kế hoạch thỏa thuận với Kronos để đổi lấy sự bất tử. Họ dùng sức mạnh thần thánh của Zeus để hồi sinh Kronos. Bức tường Tartarus bị vỡ và giải thoát những con quái vật.
Sau khi giết chết con Chimera tấn công làng mình, Perseus đã đến gặp cha, thần Zeus. Thay vì gặp cha, Perseus đã tìm thấy Poseidon. Trước khi chết Poseidon đã cho Perseus biết về tình hình hiện tại và bảo với anh đi tìm con trai của ông là Agenor (Toby Kebbell) người sẽ dẫn anh đến Hephaestus, người biết cách vào Tartarus. Poseidon giao cây đinh ba cho Perseus rồi tan thành tro bụi. Perseus, Andromeda (Rosamund Pike), và Agenor đã đi tìm Hephaestus trên một hòn đảo. Agenor giải thích Hephaestus là người đã tạo ra ba cây vũ khí mà Zeus, Hades và Poseidon đang sử dụng: tia sét của Zeus, cái chĩa của Hades và cây đinh ba của Poseidon. Khi hợp nhất ba loại vũ khí trên sẽ tạo ra cây thương Trium, vũ khí duy nhất có thể đánh bại Kronos. Sau khi đối đấu với Cyclopes, nhóm của Perseus đã gặp được Hephaestus (Bill Nighy) và biết cách để tiến vào Tartarus. Hephaestus đã hy sinh chính mình để giúp cho Perseus, Andromeda và Agenor tiến vào mê cung trong cuộc tấn công của Ares.
Nhóm cuối cùng cũng vào được Tartarus. Trong khi đó, Zeus đã gần như mất hết sức mạnh thần thánh của mình khi Kronos thức tỉnh. Zeus đã xin lỗi Hades vì đã lừa Hades cai quản địa ngục và cầu xin sự tha thứ. Zeus cũng đã tha thứ Hades vì những gì Hades đã làm với ông. Hades định giúp Zeus và ngăn cản Kronos, trong khi Ares vần muốn tiếp tục để Kronos hồi sinh. Perseus đã đến và giải thoát Zeus. Ares dùng cây chĩa của Hades và làm Zeus bị thương. Hades đánh nhau với Ares để giúp Zeus và những người khác thoát ra ngoài.
Với ý định lấy lại tia sét từ Ares để đánh bại Kronos, Perseus thách thức Ares đấu tay đôi với mình và Ares đã chấp nhận. Trong khi đó, quân đội của Andromeda choáng ngợp trước Makhai. Hades đã giúp Zeus hồi sinh nhưng chưa đủ quyền năng để đánh bại các quái vật. Kronos xuất hiện và bắt đầu tấn công quân đội của Andromeda. Zeus và Hades cầm chân Kronos khi Perseus đánh nhau với Ares. Perseus cuối cùng cũng giết được Ares để lấy lại tia chớp. Kết hợp vũ khi của các thần tạo thành cây thương Trium, Perseus cuối cùng đã giết được Kronos.
Zeus hòa giải với Perseus rồi chết đi với cơ thể tan biến. Hades nói với Perseus ông không còn quyền năng gì nữa và bỏ ra đi. Perseus hôn Andromeda. Helius nói với cha mình rằng cậu muốn trở lại làm một ngư dân như trước đây, nhưng Perseus nói với cậu rằng họ không thể. Perseus nói với Helius rằng cậu nên tự hào về bản thân mình vì cậu là con trai của anh và là cháu nội của Zeus. Bộ phim kết thúc khi Perseus giao cho Helius thanh kiếm.

## Phân vai
- Sam Worthington trong vai Perseus, một á thần, con trai của Zeus.[6]
- Rosamund Pike trong vai Andromeda, công chúa từng được Perseus cứu mạng, giờ đây là nữ hoàng.[6][7]
- Bill Nighy vai Hephaestus.[6]
- Édgar Ramírez vai thần Ares, thần chiến tranh.[6]
- Toby Kebbell vai Agenor, con trai Poseidon.[6]
- Danny Huston vai thần Poseidon, vị thần biển.[6]
- Ralph Fiennesvai thần Hades, thần cai quản địa ngục.[6]
- Liam Neeson vai thần Zeus, vua của các vị thần, Núi Ólympos, cha của Perseus.[6]
- John Bell vai Helius, con trai Perseus, cháu nội Zeus.
- Lily James vai Korrina.
- Martin Bayfield vai Cyclops.
- Spencer Wilding vai Minotaur.